# Ebalia bituberculata
Ebalia bituberculata is een krabbensoort uit de familie van de Leucosiidae. De wetenschappelijke naam van de soort is voor het eerst geldig gepubliceerd in 1879 door Miers.